# Chrysosoma longifilum
Chrysosoma longifilum är en tvåvingeart som beskrevs av Becker 1923. Chrysosoma longifilum ingår i släktet Chrysosoma och familjen styltflugor. Inga underarter finns listade i Catalogue of Life.